# Villers-Franqueux
Villers-Franqueux is een gemeente in het Franse departement Marne (regio Grand Est) en telt 281 inwoners (1999). De plaats maakt deel uit van het arrondissement Reims.

## Geografie
De oppervlakte van Villers-Franqueux bedraagt 3,3 km², de bevolkingsdichtheid is 85,2 inwoners per km².
De onderstaande kaart toont de ligging van Villers-Franqueux met de belangrijkste infrastructuur en aangrenzende gemeenten.

## Demografie
Onderstaande figuur toont het verloop van het inwonertal (bron: INSEE-tellingen).